# برندا راسل
برندا راسل ( متولد ۸ آوریل 1949) خواننده، ترانه‌سرا، تهیه‌کننده و نوازنده کیبورد آمریکایی است. راسل طیف متنوعی از موسیقی دارد که شامل آر اند بی، پاپ، سول، رقص و جاز می‌شود. او پنج نامزدی جایزه گرمی را دریافت کرده‌است.
برندا گوردون از پدر و مادری نوازنده به دنیا آمد که مادرش خواننده/ترانه‌سرا بود و پدرش گاس گوردون (۱۹۲۶–۲۰۱۹) که زمانی عضو گروه لکه‌های جوهر بود. او پس از نقل مکان به همیلتون، انتاریو، در سن ۱۲ سالگی، سال‌های اولیه خود را در کانادا گذراند. در نوجوانی شروع به اجرا در گروه‌های محلی کرد و برای آواز خواندن در یک گروه دخترانه مستقر در تورنتو به نام تیاراها در کنار جکی ریچاردسون، آرلین تروتمن و کولینا فیلیپس استخدام شد. تنها تک آهنگ این گروه به نام «Where Does All The Time Go» در سال ۱۹۶۸ در باری رکوردز منتشر شد اما ناموفق بود.